# Nieuwerbrug
Nieuwerbrug (52° 05′ N, 4° 49′ L) é uma cidade dos Países Baixos, na província de Holanda do Sul. Nieuwerbrug pertence ao município de Bodegraven, e está situada a 5 km, a oeste de Woerden.
Em 2001, a cidade de Nieuwerbrug tinha 978 habitantes. A área urbana da cidade é de 0.16 km², e tem 358 residências.